# St Mary Magdalene (Taunton)

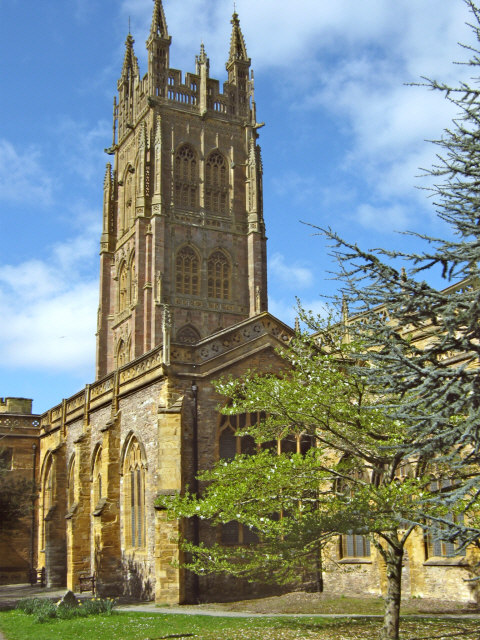
St Mary Magdalene in Taunton

St Mary Magdalene ist ein Kirchengebäude der Kirche von England in Taunton, Somerset, England, das 1508 im Stil der Early Tudor Perpendicular Gothic fertiggestellt wurde. Das Bauwerk ist ein Listed Building vom Grade I.

## Geschichte und Beschreibung
St Mary’s wurde wahrscheinlich im Zuge der Neuordnung Tauntons durch Bischof Heinrich von Blois im 12. Jahrhundert gegründet; seit 1308 dient sie als Stadtkirche von Taunton. Im Jahr 1437 wurde eine neue Kapelle geweiht.
Das Bauwerk wurde aus Sandstein errichtet, das Innere ist farbig gefasst. Die meisten Statuen und die Bleiverglasung stammen aus dem  Viktorianischen Zeitalter. Im Innern der Kirche ist eine Vielzahl von Gedenktafeln vorhanden, darunter auch zum Gedenken an Soldaten aus Somerset, etwa für die Somerset Light Infantry.
Der Kirchturm wurde 1503 erbaut, finanziert durch den im Wollhandel erworbenen Wohlstand; er wurde in den Jahren 1858–1862 durch Sir George Gilbert Scott und Benjamin Ferrey als Replik neu aufgebaut, wobei Otter-Sandstein aus Williton und magmatischer Diorit aus Hestercombe verwendet wurden. Der Kirchturm gilt als eines der repräsentativsten Beispiele der in Somerset verbreiteten Bauform von Kirchtürmen und ist rund 50 m hoch. Simon Jenkins beschrieb den Kirchturm als den „nobelsten Pfarrkirchturm Englands“ („the noblest parish tower in England“).
Der Turm trägt ein Geläut aus zwölf Glocken und einen Uhrenmechanismus. Zwei der Hämmer des Uhrenmechanismus schlagen nicht mehr. Die Glockengießer waren Thomas Bilbie, der der Glockengießerfamilie Bilbie aus Chew Stoke entstammte, sowie Taylors Eayre & Smith aus Loughborough und verschiedene Mitglieder der Familien Mears und Stainbank, denen die Whitechapel Bell Foundry gehörte.
Die Kirche litt über die Jahrhunderte unter den Einflüssen des Wetters, weshalb es mehrere Spendenaufrufe für die Instandsetzung der Fassaden und die Erneuerung des Mauerwerks am Kirchturm gab, nachdem zwei Fialen herabstürzten und das Dach durchschlugen. 2009 beschädigten Vandalen einige der Kirchenfenster, doch die Bleiverglasung, die in Fragmenten auf das Mittelalter zurückgeht, blieb dank des Schutzes durch Maschendraht unbeschädigt.
Der puritanisches Pfarrer und Schriftsteller Joseph Alleine war in den 1660er Jahren Vikar der Kirche und liegt auf dem Kirchhof begraben.

## Belege
1. 1 2 3  Church Of St Mary Magdalene. Historic England, abgerufen am 9. März 2025 (englisch).
2. 1 2  Church of St Mary Magdalene and churchyard, Taunton. In: Somerset Historic Environment Record. Somerset County Council, archiviert vom Original am 27. September 2007; abgerufen am 14. April 2009 (englisch).
3. ↑  History. St Mary Magdalene, abgerufen am 15. Oktober 2010 (englisch).
4. ↑  Robert Dunning: Somerset Churches and Chapels: Building Repair and Restoration. Halsgrove, 2007, ISBN 978-1-84114-592-1, S. 47 (englisch).
5. ↑  St Mary Magdalene Church, Taunton. In: BBC Somerset. BBC, abgerufen am 14. April 2009 (englisch).
6. ↑  Peter Poyntz Wright: The Parish Church Towers of Somerset, Their construction, craftsmanship and chronology 1350 - 1550. Avebury Publishing Company, 1981, ISBN 0-86127-502-0 (englisch).
7. 1 2  The Bells of St Mary Magdalene, Taunton, Somerset. Bell Historians, archiviert vom Original am 21. August 2008; abgerufen am 14. April 2009 (englisch).
8. ↑  Robert Dunning: Somerset Churches and Chapels: Building Repair and Restoration. Halsgrove, 2007, ISBN 978-1-84114-592-1, S. 26 (englisch).
9. ↑  Lornie Leete-Hodge: Curiosities of Somerset. Bossiney Books, Bodmin 1985, ISBN 0-906456-98-3, S. 70 (englisch).
10. ↑  Simon Jenkins: England’s Thousand Best Churches. Penguin Books, 2000, ISBN 0-14-029795-2, S. 617 (englisch).
11. ↑  Taunton–S Mary Magd. In: Dove’s Guide for Church Bell Ringers. Central Council for Church Bell Ringers, 30. September 2007, abgerufen am 15. April 2009 (englisch).
12. ↑  Joanna Gibbon:  Church Appeals, The Independent, 25. Juli 1992. Abgerufen am 14. April 2009 (englisch).
13. ↑   Vandals strike church that got in their way (Memento des Originals vom 19. September 2012 im Webarchiv archive.today), This is Bristol, 31. März 2009. Abgerufen am 14. April 2009 (englisch).
14. ↑  Somerset Guide. Englands Christian Guide, archiviert vom Original am 5. Oktober 2011; abgerufen am 17. November 2010 (englisch).
15. ↑  Jof Alleine. In: The Gentlemans Magazine. Nr. 89, S. 518 (englisch, google.co.uk).